# No podrás (álbum)
No podrás es el álbum debut de la banda sinaloense mexicana MS de Sergio Lizárraga, lanzado en 2004 de manera independiente. El álbum se compone de doce canciones de música tradicional y popular mexicana, la mayoría compuestas por su vocalista Oswaldo Silvas. 
Se lanzaron dos sencillos para promover el álbum «No podrás» y «La suata» la última mayormente conocida en la versión hecha por La Arrolladora Banda El Limón para su álbum de 2004 Huele a peligro.
En 2007 el álbum No podrás se relanzó bajo el nombre La suata debido al éxito obtenido con la canción del mismo nombre, las canciones de esta edición fueron regrabadas por Alan Ramírez para suplir la voz del antiguo vocalista Julión Álvarez. Finalmente el 14 de abril de 2009 se lanzó una reedición del álbum bajo el sello discográfico Disa Records donde se incluyeron nueve de las canciones del álbum original además de la canción inédita «Cahuates, pistaches» que dio también el nombre a la nueva versión.

## Lista de canciones
| No podrás |                             |                                                           |          |  |
| N.º       | Título                      | Escritor(es)                                              | Duración |  |
| 1.        | «A la luz de las estrellas» | Oswaldo Silvas Carreón                                    | 2:38     |  |
| 2.        | «Flor hermosa»              | Margarito Estrada                                         | 2:27     |  |
| 3.        | «Esa negra»                 | Oswaldo Silvas Carreón                                    | 3:22     |  |
| 4.        | «No podrás»                 | Oswaldo Silvas Carreón                                    | 3:11     |  |
| 5.        | «El cántaro»                | José Antonio Moreno Villa                                 | 2:38     |  |
| 6.        | «La suata»                  | Oswaldo Silvas Carreón                                    | 2:35     |  |
| 7.        | «Te gusta parado»           | Oswaldo Silvas Carreón                                    | 3:04     |  |
| 8.        | «Adiós ranchero»            | Francisco de la Garza González, Rodrigo Gonzalez Gonzalez | 3:09     |  |
| 9.        | «Agárrense federales»       | Oswaldo Silvas Carreón                                    | 3:05     |  |
| 10.       | «Diamante negro»            | Paulino Vargas Jiménez                                    | 3:14     |  |
| 11.       | «Al centro y pa´dentro»     | Oswaldo Silvas Carreón                                    | 2:57     |  |
| 12.       | «Tal vez mañana»            | Oswaldo Silvas Carreón                                    | 3:19     |  |
| 13.       | «La suata» (sin censura)    | Oswaldo Silvas Carreón                                    | 2:15     |  |
| 37:54     |                             |                                                           |          |  |

| La suata |                             |                        |          |  |
| N.º      | Título                      | Escritor(es)           | Duración |  |
| 1.       | «A la luz de las estrellas» | Oswaldo Silvas Carreón | 2:38     |  |
| 2.       | «No podrás»                 | Oswaldo Silvas Carreón | 3:11     |  |
| 3.       | «Te gusta parado»           | Oswaldo Silvas Carreón | 3:04     |  |
| 4.       | «Diamante negro»            | Paulino Vargas Jiménez | 3:14     |  |
| 5.       | «La suata» (sin censura)    | Oswaldo Silvas Carreón | 2:35     |  |
| 6.       | «Flor hermosa»              | Margarito Estrada      | 2:27     |  |
| 7.       | «El cántaro»                |                        | 2:38     |  |
| 8.       | «Adiós ranchero»            |                        | 3:09     |  |
| 9.       | «Al centro y pa´dentro»     | Oswaldo Silvas Carreón | 2:57     |  |
| 10.      | «Esa negra»                 | Oswaldo Silvas Carreón | 3:22     |  |
| 11.      | «La suata»                  | Oswaldo Silvas Carreón | 2:35     |  |
| 12.      | «Agárrense federales»       | Oswaldo Silvas Carreón | 3:05     |  |
| 13.      | «Tal vez mañana»            | Oswaldo Silvas Carreón | 3:19     |  |
| 37:54    |                             |                        |          |  |

| Cahuates, pistaches |                             |                                                         |          |  |
| N.º                 | Título                      | Escritor(es)                                            | Duración |  |
| 1.                  | «Cahuates, pistaches»       | Jorge Delfín Maldonado · Oliver Octavio Sarmiento Llama | 2:56     |  |
| 2.                  | «La suata»                  | Oswaldo Silvas Carreón                                  | 2:35     |  |
| 3.                  | «A la luz de las estrellas» | Oswaldo Silvas Carreón                                  | 2:38     |  |
| 4.                  | «Flor hermosa»              | Margarito Estrada                                       | 2:27     |  |
| 5.                  | «Esa negra»                 | Oswaldo Silvas Carreón                                  | 3:22     |  |
| 6.                  | «No podrás»                 | Oswaldo Silvas Carreón                                  | 3:11     |  |
| 7.                  | «Agárrense federales»       | Oswaldo Silvas Carreón                                  | 3:05     |  |
| 8.                  | «Al centro y pa´dentro»     | Oswaldo Silvas Carreón                                  | 2:57     |  |
| 9.                  | «Tal vez mañana»            | Oswaldo Silvas Carreón                                  | 3:19     |  |
| 10.                 | «Diamante negro»            | Paulino Vargas Jiménez                                  | 3:14     |  |
| 28:44               |                             |                                                         |          |  |